# Victoria (Mindoro Orientale)
Victoria è una municipalità di seconda classe delle Filippine, situata nella provincia di Mindoro Orientale, nella regione del Mimaropa.
Victoria è formata da 32 barangay:
- Alcate
- Antonino
- Babangonan
- Bagong Buhay
- Bagong Silang
- Bambanin
- Bethel
- Canaan
- Concepcion
- Duongan
- Jose Leido Jr.
- Loyal
- Mabini
- Macatoc
- Malabo
- Merit

- Ordovilla
- Pakyas
- Poblacion I
- Poblacion II
- Poblacion III
- Poblacion IV
- Sampaguita
- San Antonio
- San Cristobal
- San Gabriel
- San Gelacio
- San Isidro
- San Juan
- San Narciso
- Urdaneta
- Villa Cerveza